# El padre de la manada
El Padre de la Manada (En México: El rey de las vegas, en inglés: Father of the Pride) es una serie de animación CGI estadounidense que relata la vida de una familia de leones blancos que se gana la vida en un espectáculo de magia en Las Vegas. La serie fue aplastada por la crítica y el público debido a su excesivo humor adulto y sus chistes sexuales (pese a ser promocionada como una serie juvenil), también se le criticó por copiar diálogos de South Park.
La serie concluyó su única temporada debido a sus pésimas críticas y su polémico legado en la animación de DreamWorks.

## Reparto
- John Goodman como Larry.
- Cheryl Hines como Kate.
- Danielle Harris como Sierra.
- Daryl Sabara como Hunter.
- Carl Reiner como Sarmoti.
- Orlando Jones como Snack.
- Julian Holloway como Siegfried Fischbacher.
- David Herman como Roy Horn.